# Malato desidrogenase
A malato desidrogenase (número EC: 1.1.1.37) é uma enzima do ciclo de Krebs que catalisa a conversão do malato em oxaloacetato (usando NAD+) e vice-versa (reacção reversível).
Esta enzima também está envolvida na gluconeogénese, a síntese de glucose a partir de moléculas de menores dimensões. O piruvato na mitocôndria sofre a acção da piruvato carboxilase para formar oxaloacetato, um intermediário do ciclo de Krebs. De modo a que o oxaloacetato seja colocado fora da mitocôndria, a malato desidrogenase reduz o oxaloacetato em malato, que depois atravessa a membrana mitocondrial. No citosol, o malato é oxidado em oxaloacetato pela malato desidrogenase citosólica. Finalmente, a fosfoenolpiruvato carboxiquinase converte o oxaloacetato em fosfoenolpiruvato